# Lunarni meteorit
Lunarni meteorit ali luneit je meteorit, ki ima izvor na Luni. To pomeni, da je to snov, ki je bila izvržena s površine Lune pri trku meteoroida (ali drugega nebesnega telesa) in je bila pozneje najdena na površini Zemlje kot meteorit.

## Odkritje
Prvo odkritje meteorita z izvorom na Luni pripisujejo Johnu Schuttu v januarju 1982. Našel je nenavaden meteorit na Antarktiki. Najdbo je nesel v Smithsonovo ustanovo v Washingtonu, kjer je geokemik Brian Mason ugotovil, da je najdeni meteorit nekaj posebnega. Pozneje so ugotovili, da je po sestavi zelo podoben kamninam, ki so jih prinesli z Lune v okviru programa Apollo. Pozneje so odkrili še večje število meteoritov z Lune, ki pa so pripadali samo 50 različnim padcev meteoritov (delci verjetno izhajajo iz istega meteoroida). Skupna masa vseh najdenih meteoritov je več kot 46 kg. Vsi meteoriti so bili najdeni v puščavah (večina na Antaktiki, v severni Afriki in v Omanu). Izvor meteorita običajno potrdijo s mineraloško, kemično in izotopsko primerjavo z vzorci, ki so jih prinesli z Lune v okviru programa Apolo. Nekateri meteoriti izvirajo tudi iz druge strani Lune (verjetno polovica). Prvi meteorit, za katarega so določili izvor z veliko verjetnostjo, je meteorit Sayr al Uhaymir 169, najden v Omanu (izvor v področju Deževnega morja [Mare Imbrium] v kraterju Laland).
Seveda je možno tudi, da bi na Luni našli meteorite, ki imajo svoj izvor na Zemlji. 
Od 1000 najdenih meteoritov na Zemlji ima samo eden svoj izvor na Luni. Vsi ostali izvirajo iz asteroidnega pasu. V času, ko so našli prvi meteorit z Lune, so nastale tudi teorije, da nekateri nenavadni meteoriti izvirajo z Marsa. Te meteorite danes prištevamo med meteorite z Marsa. Obstajajo tudi zastarele teorije, da so tektiti nastali na Luni in jih tako lahko obravnavamo kot meteorite z Lune.